# Presses universitaires du Septentrion
Pour les articles homonymes, voir Septentrion et PUS.
Les Presses universitaires du Septentrion - anciennement  Presses universitaires de Lille - sont une maison d’édition universitaire française spécialisée dans les domaines des lettres et des sciences humaines et sociales. Depuis 1971, les Presses universitaires du Septentrion comptabilisent près de 2 300 ouvrages (livres et revues) à leur catalogue et elles publient une soixantaine d’ouvrages par an.

## Présentation
Les Presses universitaires du Septentrion regroupent cinq universités de la région Hauts-de-France :
- Université de Lille
- Université du Littoral-Côte-d’Opale
- Université polytechnique Hauts-de-France
- Université Catholique de Lille
- Université de Picardie Jules-Verne

Depuis 2013, elles utilisent la chaîne d’édition XML-TEI Métopes (Méthodes et outils pour l’édition structurée, développée par la MRSH de Caen) pour proposer simultanément leurs ouvrages en version papier et numériques (PDF, ePub...). Depuis 2016, elles participent à OpenEdition Books en proposant des ouvrages en accès libre, en freemium et en accès exclusif (elles sont aujourd’hui le premier éditeur sur OpenEdition Books avec 800 volumes en 2023). Les 2300 titres de leur catalogue sont distribués par la SODIS et par GEODIF.

## Historique
Afin de répondre à la loi d’orientation de la recherche du 11 novembre 1968 qui donna pour mission aux établissements publics à caractère scientifique et culturel, de contribuer à la diffusion des savoirs (article no 13), en 1971, à la demande de Pierre Deyon (1927-2002), président de l’université de Lille 3 (1970-1975), un service de publication interne (Publications de l’université de Lille – PUL) fut créé. Sa production resta confidentielle jusqu’à ce que ce service devienne, à l’initiative de Patrick Rafroidi (1930-1989), président de l’université de Lille 3 (1976-1981), l’Association des Publications de l’Université de Lille III, Sciences Humaines, Lettres et Arts (PUL) - régie par la loi du 1er juillet 1901. Trois ans plus tard, le 16 octobre 1979, l’Association fut rebaptisée Presses universitaires de Lille (PUL).
Cette association était présidée par le président en exercice de l’université de Lille à qui revenait la charge de désigner un Directeur technique, un Directeur administratif et commercial et un Directeur littéraire pour une durée de 3 ans. Le premier titulaire de cette dernière fonction, de 1977 à 1981, fut Yves-Marie Hilaire (1927-2014).
En 1981, Jean Celeyrette (né en 1938) succéda à Patrick Rafroidi à la présidence des PUL en tant que président de l’université de Lille III (1981-1986). Durant cette période, la Direction générale – comprenant la Direction littéraire – fut assurée par Philippe Bonnefis (1939-2013), qui coordonna par ailleurs la Revue des Sciences humaines jusqu’en 2001 en collaboration avec Alain Buisine (co-directeur de 1995 à 2009) et Gérard Farasse (co-directeur de 1999 à 2014). Il créa également la collection « Objet ». Il quitta ses fonctions de Directeur littéraire avec le changement de présidence de l’université, en 1986.
Son nouveau président, Alain Lottin (1935-2017), qui avait déjà travaillé au sein des PUL, présida l’association jusqu’en 1991. L’Assemblée générale convoquée par ses soins le 28 février 1986 nomma Daniel Beauvois (né en 1938) Directeur des Presses (1986-1988). Pour les 10 ans des PUL, une grande campagne d’information fut réalisée auprès de la presse locale, ouvrant ainsi de manière significative les Presses au monde extra-universitaire. Après le départ de Daniel Beauvois, en 1988, André Billaz prit la succession de la direction littéraire (1988-1993) – dès lors dénommée scientifique – sous la présidence d’Alain Lottin puis de Bernard Alluin (1991-1996) avant de laisser la place à Pierre Leconte de 1994 à 1999.
Ce dernier, avec l’appui de Bernard Alluin, fut à l’origine d’une nouvelle orientation économique et scientifique de la maison d’édition rebaptisée, en 1995, Presses universitaires du Septentrion (PUS). Depuis lors, ces presses rassemblent 6 universités : les universités de Lille 1, 2 et 3 (aujourd’hui université de Lille), l’université du Littoral-Côte-d’Opale, l’université de Valenciennes et du Hainaut-Cambrésis (aujourd’hui université polytechnique des Hauts-de-France) et la Fédération Universitaire et Polytechnique de Lille (aujourd’hui Institut catholique de Lille. En 2016, l'université de Picardie Jules Verne les rejoint.  Depuis cette réforme, la présidence de l’association est dévolue annuellement à l’un des présidents ou à l’une des présidentes de ces institutions. C’est à ce titre que Claude Tournier, président de l’université de Valenciennes et du Hainaut-Cambrésis, fut élu président en 1995.
Moins de cinq ans plus tard, les Presses universitaires du Septentrion peuvent faire un bilan positif de leur nouvelle association avec l’édition d’environ 45 volumes par an, contre 25 en 1995. Sur le plan technique, la coordination avec les ateliers de composition et d’impression a été améliorée, la technique de photocomposition a été abandonnée au profit de la technique PAO, et la distribution rendue plus efficace par le recours à la SODIS – distributeur de Gallimard. En partenariat avec l’Atelier National de Reproduction des Thèses de Lille, les PUS mirent en place l’opération « Thèse à la Carte » qui permit l’accès, à la demande et à prix coûtant, à une version papier des thèses soutenues sur le territoire national en Lettres, Droit, Sciences Humaines et Arts. Enfin, sur le plan éditorial, une collection transdisciplinaire fut créée : « Les Savoirs Mieux de Septentrion » ; toujours en activité, de petit format et petit prix, elle est destinée aux étudiants comme au grand public.
À la suite du départ de Pierre Leconte en 1999, la direction scientifique et administrative des Presses a été assurée par Jérôme Vaillant (2000-2014). C’est à lui qu’incomba, pour des raisons économiques, de mener un plan de restructuration des Presses pour enrayer son endettement. Ce plan se solda par l’abandon de « La Thèse à la carte », qui permit le reclassement, par mouvement interne, d’une partie du personnel et la concentration des activités sur la seule édition scientifique. La longévité de son mandat lui a permis d’infléchir de manière significative la production des Presses, notamment en créant la collection  « Espaces politiques » - initialement dirigée par Michel Hastings - et celle de « Sociologie ». Il encouragea par ailleurs la création de collections consacrées aux civilisations et aux lettres étrangères qu’il regroupa dans un même comité éditorial. Parfaitement inscrit dans la trajectoire de la Maison d’édition depuis sa création, il eut pour politique de maintenir un haut niveau scientifique sans négliger la bonne vulgarisation. Avec l’élection de Nicolas Delargillière en 2002 au poste de directeur exécutif, il lui fut possible de développer la bureautique informatique et de numériser la production des livres au profit d’un nouveau type de diffusion.
La direction scientifique fut ensuite assurée par Marie-Laure Legay (2014-2017) et Catherine Denys (2017-2020) ; cette dernière initia la création de la collection « War studies » dirigée par Benjamin Deruelle et Jonas Campion. Son succès, avec celui de la collection « Histoire et Civilisations » dirigé par Jean-François Condette offre aux Presses une place significative dans la production scientifique française en histoire.
L’élection de Stéphane Michonneau (2020-2023) comme directeur scientifique – puis celle d’Arnaud Timbert (depuis 2023) – peu après celle de Christèle Meulin à la direction exécutive (depuis 2020), s’accompagnent de multiples réformes : afin de répondre à de nouveaux enjeux, le modèle économique de la maison d’édition a été revu, les statuts et le règlement intérieur réécrits, la structure éditoriale repensée, le site web modernisé et les couvertures des ouvrages uniformisées au profit d’une meilleure compétitivité et visibilité.

## Présidentes et Présidents des Presses de l’université de Lille (PUL) puis des Presses universitaires du Septentrion (PUS)
- 1971-1976 : Pierre Deyon
- 1976-1980 : Patrick Rafroidi
- 1980-1986 : Jean Celeyrette
- 1986-1990 : Alain Lottin
- 1990-1994 : Bernard Alluin
- 1995-1996 : Claude Tournier
- 1996-1997 : Gaston Vandecandelaere
- 1997-1998 : Jacques Duveau
- 1998-1999 : Jean Léonardelli
- 1999-2000 : Gaston Vandecandelaere
- 2001-2006 : Pascal Level
- 2006-2007 : Christian Sergheraert
- 2007-2010 : Philippe Rollet
- 2010-2014 : Mohammed Ourak
- 2015-2016 : Xavier Vandendriessche

- 2017-2018 : Fabienne Blaise
- 2018-2021 : Jean-Christophe Camart
- 2021-2022 : Régis Bordet
- 2022-2023 : Mohammed Benlahsen
- 2023-2024 : Patrick Scauflaire

## Directrices et directeurs littéraire et scientifique des Presses de l’université de Lille (PUL) puis des Presses universitaires du Septentrion (PUS)
- 1974-1986 : Philippe Bonnefis
- 1986-1988 : Daniel Beauvois
- 1988-1993 : André Billaz
- 1994-1999 : Pierre Leconte
- 2000-2014 : Jérôme Vaillant
- 2014-2017 : Marie-Laure Legay
- 2017-2020 : Catherine Denys
- 2020-2023 : Stéphane Michonneau
- Depuis 2023 : Arnaud Timbert

## Directrices et directeurs commerciaux et exécutifs des Presses de l’université de Lille (PUL) puis des Presses universitaires du Septentrion (PUS)
- 1972-1987 : Dominique Rosselle
- 1988-2002 : Jean-Gabriel Caby
- 2002-2020 : Nicolas Delargillière
- Depuis 2020 : Christèle Meulin

## Missions
Les cinq universités mettent en commun leurs moyens pour promouvoir une politique d’édition scientifique susceptible de faire connaître, en France et dans le monde, les résultats de la recherche menée en leur sein en sciences humaines et sociales. Les Presses universitaires du Septentrion n’éditent cependant pas uniquement les travaux universitaires issus de leurs universités partenaires, elles publient aussi pour moitié des ouvrages provenant de toute la France, du monde francophone, mais aussi des États-Unis, de Royaume-Uni, d’Australie, d’Allemagne, d’Italie, etc.
Depuis 2013, elles utilisent la chaîne d’édition XML-TEI Métopes (Méthodes et outils pour l’édition structurée, développée par la MRSH de Caen) pour proposer simultanément leurs ouvrages en version papier et numériques (PDF, ePub...). Depuis 2016, elles participent à OpenEdition Books en proposant des ouvrages en accès libre, en freemium et en accès exclusif.

## Domaines de publication
Dès la constitution en Association, les Presses universitaires de Lille définirent plusieurs collections en champs disciplinaires :
- Histoire, Histoire de l’art et Archéologie
- Langues, Littérature et Civilisation des Pays anglophone
- Études irlandaises
- Études germaniques

- Études romanes, slaves et langues diverses

- Langues anciennes
- Littérature française
- Linguistique
- Philosophie, Épistémologie, Histoire des Sciences
- Psychologie
- Sciences sociales
- Sciences juridiques et politiques

Ces collections connurent une évolution au gré de l’enrichissement de la structure éditoriale avec, dans un premier temps, la création de collections thématiques rassemblées en cinq comités éditoriaux (« Acquisition et Transmission des savoirs », « Arts et Littératures », « Savoirs et système de pensée », « Sciences Sociales », « Temps, Espace et Société ») rassemblant 61 collections. Un travail de refonte, concrétisé en 2024, rassemble aujourd’hui 42 collections en six bibliothèques :

### Bibliothèque Arts, Patrimoines et Cultures matérielles
Directrice : Élisabeth Piot
- Collection « Arts contemporains » : dir. Sally Bonn UPJV, Androula Michael UPJV
- Collection « Images et Sons » : dir. Giusy Pisano ENSLL
- Collection « Théâtre » : dir. Sophie Proust - UL
- Collection « Histoire de l’art » : dir. Arnaud Timbert par intérim UPJV
- Collection « Architecture & Urbanisme » : dir. Delphine Hanquiez Artois, Simon Texier UPJV
- Collection « Esthétique et sciences des Arts » : dir. Alexandre Chèvremont UL
- Collection « Iconophilies » : dir. Thomas Golsenne UL
- Collection « Modes et Apparences » : dir. Isabelle Paresys UL, Damien Dellile Lyon 2
- Collection « Archaiologia » : dir. Sandrine Huber UL
- Collection « Céramiques contemporaines et actuelles » : Elisabeth Piot UPJV, Ludovic Recchia Keramis La Louvière, Stéphanie Le Follic-Hadida AIC

### Bibliothèque Temps & Sociétés
Directeur : Jean-François Condette
- Collection « War Studies » : dir. Benjamin Deruelle - UQAM, Jonas Campion UTrois-Rivières
- Collection « Histoire » : dir. Jean-François Condette – UL
- Collection « Europe, Europe(s) » : dir. Thomas Serrier - UL
- Collection « Archives et témoignages » : dir. Xavier Boniface - UPJV
- Collection « Histoire de l’éducation » : dir. Stéphane Lembré - UL
- Collection « Historiographie » : dir. Marie-Laurence Haack – UPJV, Sarah Rey – UPHF

### Bibliothèque Littératures & Philosophie
Directrice : Marie-Françoise Montaubin
- Collection « Littératures » : dir. Florence Klein UL, Karl Zieger UL
- Collection « Perspectives » : dir. Dominique Viart UNanterre, François Berquin ULCO
- Collection « Claude Simon » : dir. Dominique Viart UNanterre
- Collection « Dialogues entre les cultures » : dir. Stéphanie Schwerter UPHF, Stéphanie Baumann UPHF
- Collection « Philosophie contemporaine » : dir. Philippe Sabot UL, Cécile Lavergne UL
- Collection « Études weiliennes » : dir. Sequoya Yiaueki UL, Patrice Canivez UL
- Collection « Cahiers de Philologie » : dir. Manon Brouillet UPJV, Anne de Cremoux UL
- Collection « Opuscules » : dir. Christian Berner UNanterre, Denis Thouard EHESS
- Collection « Manuels langues anciennes : Aglae » : dir. Charles Delattre UL
- Collection « Mythographe » : dir. Charles Delattre UL, Jacqueline Fabre-Serris UL, Françoise Graziani, UL
- Collection « Libelli humanistici - la petite librairie humaniste » : dir. Laurence Boulègue UPJV
- Collection « Territoires de l’imaginaire » : dir. Aurélie Thiria UPJV

### Bibliothèque Éducation, formation et communication
Directrice et directeur : Cora Cohen-Azria et Abdel Karim Zaid
- Collection « Éducation et didactique » : dir. Cora Cohen-Aziza UL, Abdelkarim Zaid UL
- Collection « Information et communication » : dir. Sylvie Merviel UPHF
- Collection « Métiers et pratiques de formation » : dir. Corine Baujard UL
- Collection « Traductologie » : dir. Tatiana Milliaressi UL
- Collection « Dialogues » : dir. Anne Jardin OFAJ
- Collection « Psychologie de l'Éducation et des Professions » : Emin Altintas UdL

### Bibliothèque Sociétés et problèmes contemporains
Directrice et directeur : Paula Cossart et Remi Lefbvre
- Collection « Espaces politiques » : vRémi Lefebvre UL, Marie Saiget UL
- Collection « Capitalismes, éthique, institutions » : vNicolas Postel UL, Richard Sobel UL
- Collection « Environnement et société » : dir. Christelle Hinnewinckel UL
- Collection « Sports et sciences sociales » : vDenis Bernardeau-Moreau UL
- Collection « Regards sociologiques » : dir. Vincent Caradec, UL, Jingyue Xing UL
- Collection « Paradoxa » : Rémy Caveng UPJV, Thierry Guilbert UPJV
- Collection « Épistémologie et sciences sociales » : dir. Bruno Ambroise CNRS
- Collection « Surveillance, technologies et sphère publique » : Malik Bozzo-Rey, Mehdi Ghassemi, Camila Lagos ICL
- Collection « Relations internationales. Paix, conflit, risque et sécurité » : Philippe Bonditti, Sarah Perret ICL

### Bibliothèque des éphémères
Coordonnée par le directeur ou la directrice scientifique
- Collection « Transitions » : dir. Philippe Sabot UL
- Collection « Humanités numériques » : dir. Émilien Ruiz UL, Clarisse Bardiot URennes 2
- Collection « Inspirons demain » : dir. Sandrine Chassagnard-Pinet UL

## Revues
Elles diffusent les revues suivantes :
- Allemagne d’aujourd’hui,
- En jeu,
- Lexique,
- nord’,
- Philosophie antique,
- Recherches en didactiques,
- Revue d’histoire des sciences humaines,
- Revue des sciences humaines,
- Roman 20-50.